# 西三雄
西 三雄（にし みつお、1938年9月19日 - 2017年4月5日）は、和歌山県海南市出身のプロ野球選手（投手）・コーチ。
元プロ野球選手の西五十六は実兄、西俊児は甥。

## 経歴
実家はみかん園で、三人兄弟の末っ子として生まれる。大成高校卒業後の1957年に丸善石油へ入社し、業務課資材係で勤務する傍ら、兄の五十六と共に主戦投手として活躍。入社1年目から4年連続で都市対抗に出場し、1957年の大会は2回戦の日鉄二瀬戦で初勝利を挙げる。2年目の1958年には肋間神経痛で不調に終わったが、3年目の1959年には四国予選準決勝の東レ愛媛戦でノーヒットノーランを達成し、本大会ではエースとして3勝を挙げ、チームの初優勝に貢献したと共に橋戸賞を獲得。都市対抗以外では1年目の秋に行われた産別対抗で優勝投手となったほか、4年目の1960年には社会人全日本チームに選出されて米国遠征に参加。
大毎・大洋・広島・近鉄・阪急の5球団が目を付けていたが、1962年の大会で日本生命との準決勝に敗れた後、大毎オリオンズへ入団。大会から僅か3週間後の8月25日に西鉄戦（東京）で一軍初登板を果たすと、10月1日の東映戦（東京）でプロ初勝利を挙げる。終盤に2勝を挙げ、2年目の1963年には先発・リリーフと投げまくり、6月27日の近鉄戦（日生）では初完投・完封勝利を記録。同年には自己最多の47試合に登板して2完封を含む6勝を挙げたが、1964年から1965年にかけてはビハインドリリーフが与えられる役割の中心となり、ローテーションの谷間では先発も務めた。1964年は8月25日の東映戦（東京）で完投勝利に加えて嵯峨健四郎からダメ押しのソロ本塁打を放ち、1965年には4月25日の東映戦（東京）で完投勝利の傍ら二塁打を含む2安打、7月25日の阪急戦（西宮）ではリリーフながら二塁打を含む2安打を記録。この年は打の方で23打数6安打、打率が.261であった。1966年には鈴木隆とのトレードで大洋ホエールズへ移籍。2年間で9勝を挙げ、9勝中7勝は広島戦という「鯉キラー」ぶりを発揮し、1966年8月27日の広島戦（広島市民）でセ・リーグ時代唯一の完投勝利をマーク。1968年にオリオンズへトレードで復帰したが、9月25日の阪急戦（東京）が最終登板となった。同年引退。
引退後はロッテのスコアラー兼打撃投手（1969年 - 1972年）を経て、太平洋→クラウン→西武で先乗りスコアラー（1973年 - 1975年）・二軍投手コーチ（1976年, 1978年 - 1980年, 1984年 - 1988年, 1992年 - 1993年, 1996年 - 1997年）・一軍投手コーチ（1977年）・二軍育成コーチ（1995年）・四国地区担当スカウト（1982年 - 1983年, 1989年 - 1991年, 1994年）を務めた。コーチ時代は若手投手の素質を伸ばす指導力には定評があり、どうしても直さなくてはいけない欠点は矯正。一つの型に嵌め込まず、丁寧で分かりやすい指導であった。スカウト時代は1年目に工藤公康の獲得に関わったほか、高校2年時の郭泰源を台湾まで行って視察。
2017年4月5日午前8時32分、肺炎に伴う呼吸不全により死去。享年78歳。

## 詳細情報

### 年度別投手成績
| 年 度     | 球 団     | 登 板 | 先 発 | 完 投 | 完 封 | 無 四 球 | 勝 利 | 敗 戦 | セ 丨 ブ | ホ 丨 ル ド | 勝 率 | 打 者 | 投 球 回 | 被 安 打 | 被 本 塁 打 | 与 四 球 | 敬 遠 | 与 死 球 | 奪 三 振 | 暴 投 | ボ 丨 ク | 失 点 | 自 責 点 | 防 御 率 | W H I P |
| --------- | --------- | ----- | ----- | ----- | ----- | -------- | ----- | ----- | -------- | ----------- | ----- | ----- | -------- | -------- | ----------- | -------- | ----- | -------- | -------- | ----- | -------- | ----- | -------- | -------- | ------- |
| 1962      | 大毎 東京 | 10    | 5     | 0     | 0     | 0        | 2     | 1     | --       | --          | .667  | 144   | 33.0     | 38       | 3           | 8        | 0     | 0        | 27       | 0     | 0        | 19    | 16       | 4.36     | 1.39    |
| 1963      | 大毎 東京 | 47    | 17    | 2     | 2     | 1        | 6     | 9     | --       | --          | .400  | 619   | 151.0    | 131      | 15          | 37       | 3     | 6        | 95       | 1     | 0        | 65    | 51       | 3.04     | 1.11    |
| 1964      | 大毎 東京 | 42    | 9     | 1     | 0     | 0        | 5     | 6     | --       | --          | .455  | 491   | 123.2    | 103      | 16          | 31       | 3     | 1        | 67       | 3     | 0        | 37    | 32       | 2.32     | 1.08    |
| 1965      | 大毎 東京 | 38    | 6     | 1     | 0     | 0        | 4     | 3     | --       | --          | .571  | 389   | 92.1     | 91       | 8           | 28       | 1     | 1        | 57       | 1     | 1        | 38    | 34       | 3.33     | 1.29    |
| 1966      | 大洋      | 23    | 4     | 1     | 0     | 0        | 5     | 2     | --       | --          | .714  | 222   | 54.1     | 44       | 5           | 15       | 1     | 1        | 23       | 1     | 0        | 25    | 23       | 3.83     | 1.09    |
| 1967      | 大洋      | 23    | 2     | 0     | 0     | 0        | 4     | 3     | --       | --          | .571  | 229   | 55.1     | 50       | 4           | 15       | 0     | 1        | 39       | 0     | 0        | 24    | 21       | 3.44     | 1.17    |
| 1968      | 東京      | 5     | 0     | 0     | 0     | 0        | 0     | 1     | --       | --          | .000  | 47    | 9.1      | 16       | 2           | 3        | 1     | 0        | 4        | 0     | 0        | 11    | 4        | 4.00     | 2.04    |
| 通算：7年 | 通算：7年 | 188   | 43    | 5     | 2     | 1        | 26    | 25    | --       | --          | .510  | 2141  | 519.0    | 473      | 53          | 137      | 9     | 10       | 312      | 6     | 1        | 219   | 181      | 3.14     | 1.18    |

- 各年度の太字はリーグ最高
- 大毎（毎日大映オリオンズ）は、1964年に東京（東京オリオンズ）に球団名を変更

### 背番号
- 58 （1962年）
- 16 （1963年 - 1965年）
- 22 （1966年 - 1967年）
- 16 （1968年）
- 78 （1976年 - 1980年）
- 86 （1984年 - 1988年）
- 84 （1992年 - 1993年）
- 89 （1995年 - 1997年）